# Ливен, Александр Александрович
Светлейший князь Александр Александрович Ливен (нем. Alexander Karl Nikolai von Lieven; 7 июля 1860  — 23 февраля 1914) — вице-адмирал российского императорского флота.

## Биография
Сын светлейшего князя Александра Карловича Ливена (1833-1876 гг.) и графини Луизы фон Кайзерлинг (1833-1902 гг.) В некоторых источниках ошибочно назван сыном другого Александра Карловича - сенатора, 1801-1880 гг., который в действительности приходился родным дядей его отцу.
По окончании Берлинского кадетского корпуса в чине прапорщика зачислен в Лейб-гвардии Семёновский полк.
В 1882 году прикомандирован к Морскому ведомству, после прослушивания лекций в Морском корпусе в 1884 году и экзамена произведён в мичманы.
В 1887 году окончил Минный офицерский класс. В 1888 году произведён в чин лейтенанта. Командир миноносцев № 138 (1888), № 112 (1889), № 109 (1896), № 126 (1897). В 1896 году награждён орденом Святой Анны 3-й степени. В 1897 году командовал пароходом «Ильмень». Старший офицер минного крейсера «Воевода» (1897) и эскадренного броненосца «Полтава» (1898—1901).
В 1898 году окончил Николаевскую Морскую академию и произведён в чин капитана 2-го ранга.
В 1899 году командирован в США в качестве наблюдателя во время испано-американской войны. В том же году награждён орденом Святого Станислава 2-й степени.
Командир эскадренного миноносца «Бесшумный» (1901—1902), командовал канонерской лодкой «Бобр» (1902), был командиром крейсера 2-го ранга «Разбойник» (1902—1904). В 1903 году награждён орденами Святой Анны 2-й степени и Святого Владимира 4-й степени с бантом.
В русско-японскую войну командовал минной обороной Порт-Артура, затем дивизионом миноносцев, канонерской лодкой «Бобр», крейсером I ранга «Диана». За отличие в делах против неприятеля награждён золотым оружием с надписью «За храбрость». В 1905 году произведён в чин капитана 1-го ранга.
В 1906 году командовал крейсером I ранга «Память Азова».
В 1908 году прикомандирован к Морскому генеральному штабу (МГШ) и назначен председателем комиссии по описанию русско-японской войны. В том же году назначен командующим 1-й минной дивизии Балтийского флота.
В 1909 году произведён в чин контр-адмирала. В 1910 году награждён орденом Святого Владимира 3-й степени. 6 декабря 1911 года награждён орденом Святого Станислава 1-й степени. С 11 октября 1911 года исполнял обязанности начальника МГШ.
25 марта 1912 года произведён в чин вице-адмирала и утверждён в должности начальника Морского Генерального штаба.
Умер в поезде, возвращаясь из Венеции в Петербург из отпуска. Похоронен 4 марта 1914 года в фамильном имении Вентен (ж/д станция Церен, Курляндия).

## Сочинения
- Ливен А. А. Донесение командира крейсера 1 ранга «Диана» о бое 28-го июля и о походе до Сайгона. — СПб, 1907. — 70 с.
- Ливен А. А. Дух и дисциплина нашего флота. — СПб.: тип. т-ва п. ф. "Электро-тип. Н. Я. Стойковой", 1908. — 126 с.
  - 2-е (посмертное) изд. — СПб.: Морской генеральный штаб, 1914. — 92 с.